# Travan

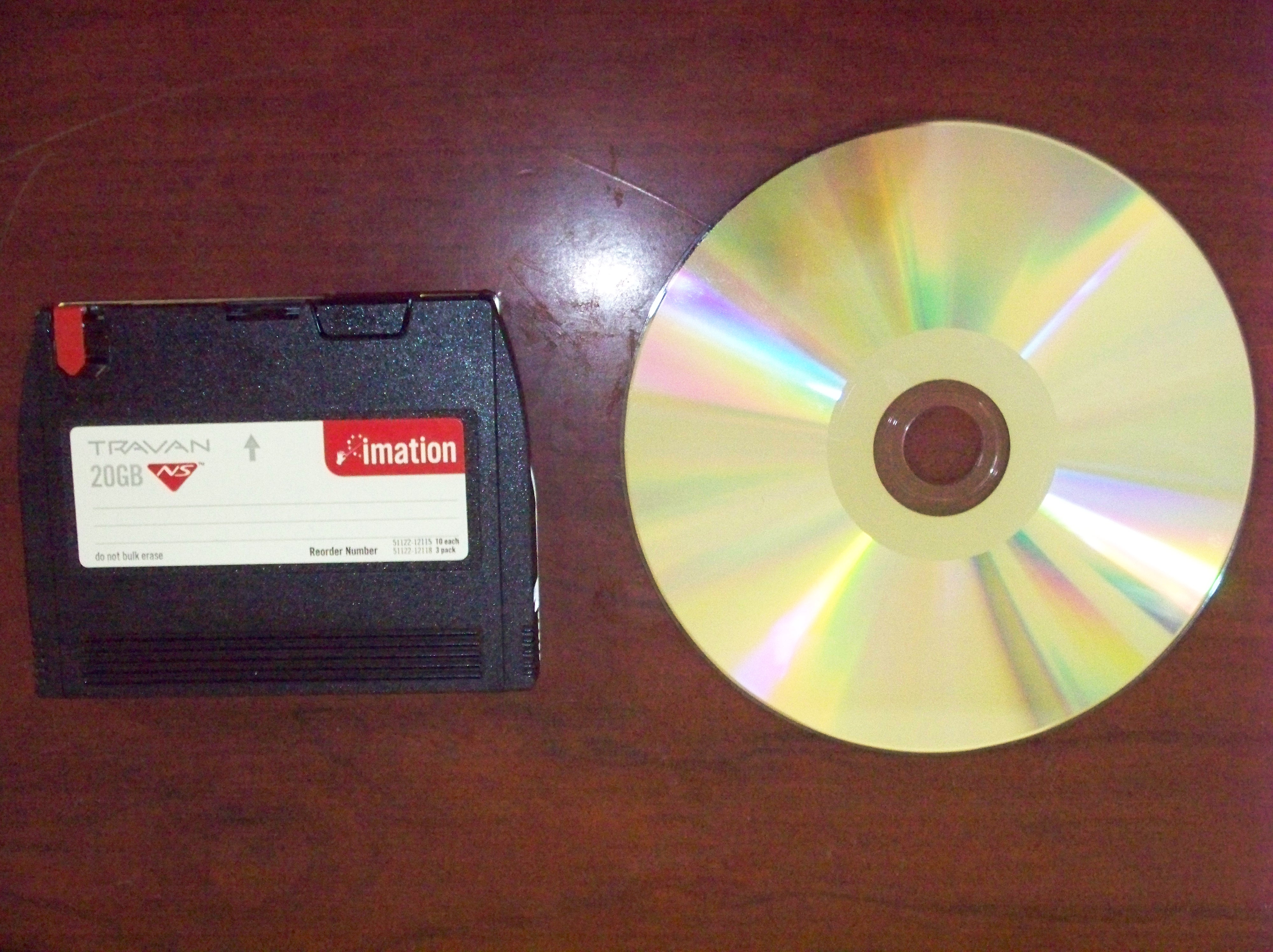
Un cartucho de cinta Travan junto a un disco CD-R.

Travan es un sistema de cinta magnética utilizado para copias de seguridad y almacenamiento de datos basado en la tecnología QIC, principalmente para workstations y servidores de tamaño menor.
Las primeras versiones de casetes Travan ofrecían una capacidad de 400 MB, 800 MB de datos comprimidos. La variantes con más prestaciones es TR-7 (también Travan 40), con una capacidad de 20 GB de datos (sin comprimir; con compresión activada del hardware un promedio de 40 GB) con un ratio de transmisión de hasta 2 MByte/s en un único cartucho.
En los años 2000 la tecnología Travan ha perdido terreno frente a otras tecnologías de cinta magnética como DLT y AIT por diversos motivos:
- La última versión de Travan, el TR-7 ofrece sólo 20 GB de capacidad por cartucho, frente a los 36 GB del DDS-5 y los más de 200 GB del AIT.
- El tipo de construcción abierta de las unidades de disco Travan, así como el tipo de grabación (en forma de serpentina en pistas de datos paralelas) provocan un ruido mayor durante su funcionamiento.
- Los cartuchos Travan se formatean en la planta de producción. Si se destruye el formateo (por ejemplo debido a un campo magnético importante), la cartucho ya no es utilizable.
- Los cartuchos Travan son aproximadamente 3 veces más caros que los casetes DDS de capacidad equiparable.